# Lancia adiposalis
Lancia adiposalis là một loài bướm đêm trong họ Crambidae.